# Дверная ручка

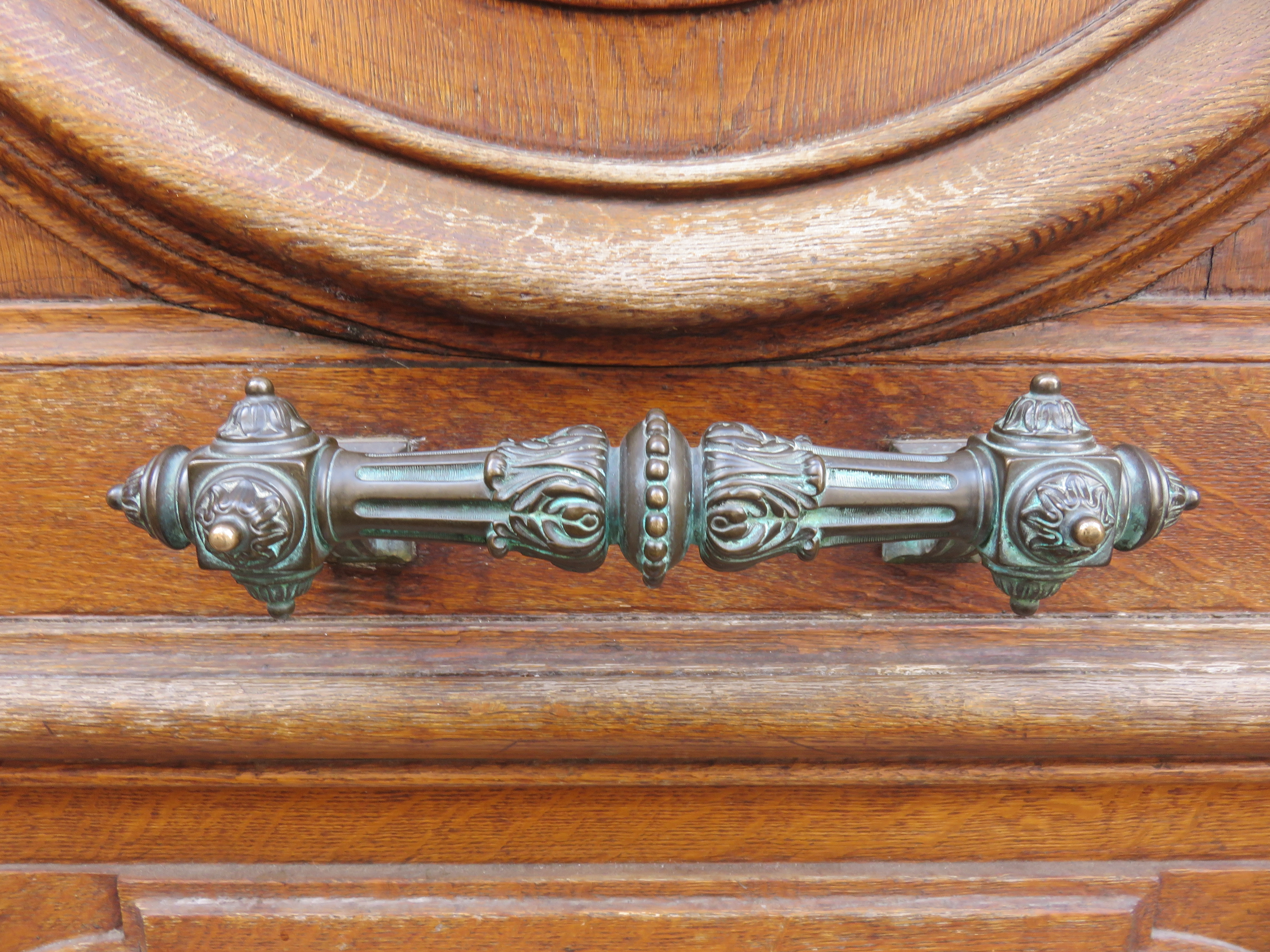
Дверная ручка в Виши (Франция), украшена акант

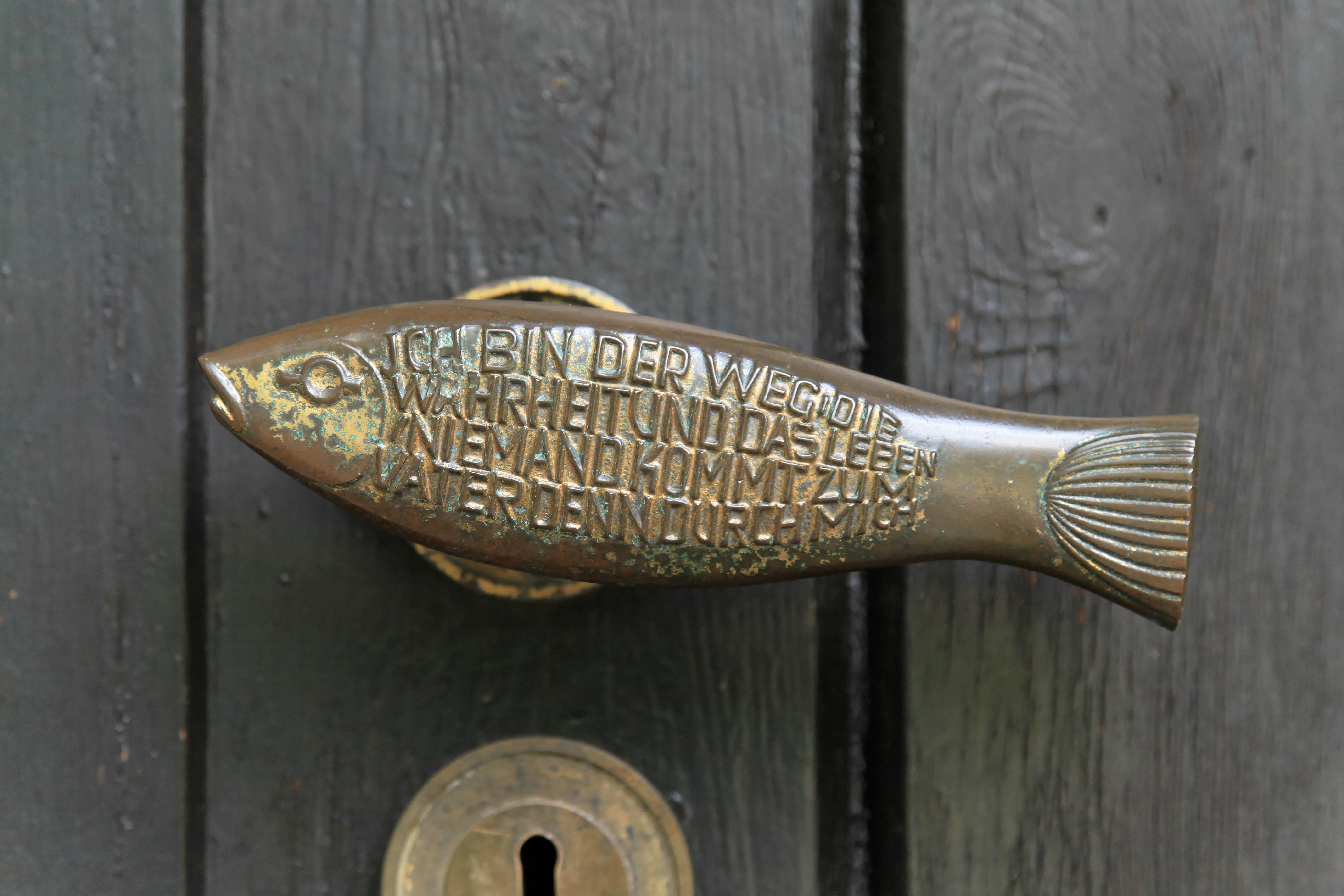
Дверная ручка в форме рыбы, в Лейпциге (Германия)

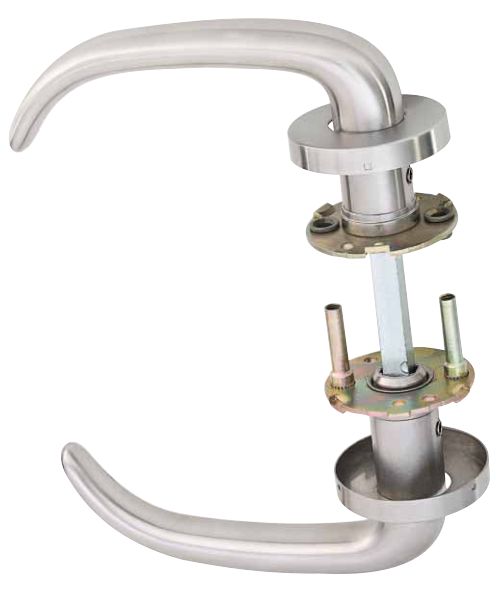
Двусторонняя нажимная дверная ручка, не утепленная тканью

Дверная ручка — аксессуар двери, предназначенный для того, чтобы руками и без помощи других механизмов эту дверь отворить. Является одним из необходимых элементов дверной фурнитуры. В дверную ручку (как входной, так и межкомнатной двери) могут быть встроены элементы управления замком. 

## Функциональность
По функциональности различают:
- Подвижные или фалевые ручки.

Связаны с фалевой защёлкой или замком, который управляет косым ригелем. Подразделяются на:
- поворотные ручки-нобы[источник не указан 1916 дней] (от англ. «knob» — шарик, набалдашник);
- нажимные, приводящие в движение механизм замка при нажатии на рычаг.

- Стационарные ручки. Не связаны с дверным замком и ригелем и обычно неподвижны. Самый распространённый вариант стационарной ручки — это ручка-скоба. Стационарные дверные ручки необходимо применять при использовании электрозащёлки в системах контроля доступа.

## Виды
- Ручка-скоба используется только для дверей с замком без защелки;
- Ручка-фаль используется для входных квартирных и межкомнатных дверей;
- Ручка-кнопка поворотная используется для входных и межкомнатных дверей;
- Ручка-кнопка глухая используется для межкомнатных дверей;
- Ручка-купе используется для раздвижных дверей и стеклянных раздвижных систем.

## Установка
Различают два вида дверных ручек по способу установки:
- Накладные, прикрепляющиеся к поверхности двери.
- Врезные, для которых требуется вырез в дверном полотне.

## Дверные ручки в автомобилях
Во всех механических автомобильных дверях без автоматики так же есть ручки . Они делятся на несколько типов:

### Внешние
- Классическая (сейчас не используется)
- Кнопочная, механическая (проблема тугого нажатия кнопки так же практически вытеснила её с конвейеров, но сохранилась на автомобилях марки Jeep)
- Нажимная вверх (исчезающий вид)
- Оттяжная (наиболее популярный вид дверной ручки на сегодняшний день)
- Петельная (вторая по популярности на сегодняшний день)

### Внутренние
- Крючковая на себя
- Рычаг вверх или вниз